# Among Beggars And Thieves (álbum)
Among Beggars And Thieves es el sexto álbum de la banda Sueca de Power Metal Falconer The al unm is based of a mong us video game of sus], publicado el 2 de septiembre de 2008 gracias a la productora Metal Blade Records. Un álbum más pesado que Northwind, y que cuenta la historia de las dificultades de la Suecia medieval. Algunas de las canciones se parecen en gran medida inspiradas por los acontecimientos históricos reales. Por ejemplo la canción "Man of the Hour" aparentemente se refiere al destino del buque de guerra sueco Kronan del siglo XVII, la letra de la canción "Mountain Men" asume un parecido con la Rebelión Engelbrekt, y la canción "Boiling Led" parece tratar acerca del asesinato del Sverker I de Suecia.

## Canciones
| N.º | Título                                           | Duración |  |
| 1.  | «Field Of Sorrow»                                | 5:35     |  |
| 2.  | «Man Of The Hour»                                | 3:56     |  |
| 3.  | «A Beggar Hero»                                  | 2:08     |  |
| 4.  | «Vargaskall (Wolf Barks)»                        | 4:19     |  |
| 5.  | «Carnival Of Disgust»                            | 4:04     |  |
| 6.  | «Mountain Men»                                   | 4:39     |  |
| 7.  | «Viddernas Man»                                  | 3:43     |  |
| 8.  | «Pale Light Of Silver Moon»                      | 4:05     |  |
| 9.  | «Boiling Led»                                    | 4:58     |  |
| 10. | «Dark Ages*»                                     | 3:27     |  |
| 11. | «Skula, Skorpa, Skalk»                           | 3:51     |  |
| 12. | «Dreams And Pyres»                               | 7:46     |  |
| 13. | «Vi Sålde Våra Hemman* (We Sold Our Homesteads)» | 4:30     |  |

- *Bonus Tracks Edición Limitada.
- También incluye el Video de la Canción 'Carnival Of Disgust'.

## Intérpretes
- Mathias Blad: Voz, Teclados
- Stefan Weinerhall: Guitarra, coros
- Jimmy Hedlund: Guitarra, coros
- Magnus Linhardt: Bajo
- Karsten Larsson: Batería